# Список самых высоких зданий Ростова-на-Дону
В список самых высоких зданий Ростова-на-Дону включены здания высотой более 80 м. Под зданиями здесь понимаются постройки, разделённые с регулярными интервалами на уровни и предназначенные для жилья или пребывания людей. Теле- и радиомачты, дымовые трубы и прочие технические постройки в эту категорию не попадают, так как являются сооружениями.

## История
Долгое время самым высоким зданием в городе являлась колокольня Собора Рождества Пресвятой Богородицы (75 м). Она была построена в 1887 году.
С 1974 по 2007 годы самым высоким зданием в городе была 17-этажная гостиница «Интурист» (ныне Дон-плаза). В 2007 году был построен первый 20-этажный дом на бульваре Комарова. В 2009 году был построен 23-этажный ЖК «Olymp Towers» высотой 92 м. К началу 2023 года в Ростове-на-Дону насчитывалось 205 зданий выше 20 этажей.
Самым высоким сооружением в городе является телебашня на улице Баррикадной, построенная в 1957 году. Её высота — 192 м.

## Построенные здания
| Место | Название            | Высота, м | Этажность | Год постройки | Примечания  |
| ----- | ------------------- | --------- | --------- | ------------- | ----------- |
| 1     | ЖК «Белый Ангел»    | 145       | 32        | 2018          | [ 5 ] [ 6 ] |
| 2     | ЖК «Olymp Towers»   | 92        | 23        | 2009          | [ 5 ] [ 2 ] |
| 3     | ЖК «Екатерининский» | 85        | 20—26     | 2015—2024     | 11 корпусов |
| 4     | ЖК «Красный Аксай»  | ок. 81    | 27        | 2021          |             |

## Строящиеся здания
| Название           | Высота, м | Этажность | Год постройки | Примечания |
| ------------------ | --------- | --------- | ------------- | ---------- |
| ЖК «Донской Арбат» |           | 31        | 2025          | 2 корпуса  |
| ЖК «Ленина, 46»    |           | 25 или 27 | 2023          | [ 7 ]      |
| ЖК «Город у реки»  |           | 25 или 26 | 2023          | [ 8 ]      |
| ЖК «Кристалл»      |           | 25 или 28 | 2024          | [ 9 ]      |
| ЖК «Грин Сайд»     |           | 25 или 26 | 2023          |            |

## Отменённые и предложенные проекты
| Название                               | Высота, м | Этажность | Год постройки | Примечания               |
| -------------------------------------- | --------- | --------- | ------------- | ------------------------ |
| БЦ «Ворота Северного Кавказа»          |           | 48        |               | Проект отменён           |
| Radisson Grand Rostov                  |           | 36        |               | Проект отменён           |
| ЖК «Донской Причал»                    |           | 32        |               | Проект отменён           |
| Общественно-деловой центр на Береговой |           | 30+       |               |                          |
| БЦ «Don-Plaza Skyline»                 |           | 28        | 2014—2017     | [ 11 ] [ 12 ] [ 13 ]     |
| ЖК «Норд»                              |           | 26        |               | Этажность снижена до 19. |